# Breaker (album)
Breaker är ett album av den tyska hårdrocksgruppen Accept, utgivet i mars 1981.

## Låtlista
1. "Starlight" - 3:53
2. "Breaker" - 3:35
3. "Run If You Can" - 4:49
4. "Can't Stand the Night" - 5:24
5. "Son of a Bitch" - 3:54
6. "Burning" - 5:13 (Cover)
7. "Feelings" - 4:48
8. "Midnight Highway" - 3:59
9. "Breaking Up Again" - 4:37
10. "Down and Out" - 3:44